# José Alejandro Márquez
José Alejandro Márquez Fagundez (1968-Caracas, Venezuela, 23 de febrero de 2014) fue un venezolano asesinado durante las protestas en Venezuela de 2014.

## Asesinato
Jesús era ingeniero de sistemas. Mientras filmaba una protesta el 19 de febrero en la avenida Urdaneta en la Candelaria, varios guardias nacionales le piden que entregue su teléfono. Márquez huye, cae y se golpea la cabeza. Una vez en el suelo recibe una fuerte golpiza por los funcionarios, quienes se llevaron el teléfono. Lo obligaron a subirse en una patrulla y fue dejado en el Hospital José María Vargas, donde llegó con fuertes golpes en la cabeza, cuello, rostro y brazos. Tras permanecer cuatro días en coma, Fallece en una clínica privada por traumatismo craneoencefálicos. Diosdado Cabello, presidente de la Asamblea Nacional, lo acusó de ser un sicario que planeaba asesinar a Nicolás Maduro y dijo que la oposición lo mató por no "haber cumplido el trabajo", mostrando fotos en las que Márquez practicaba airsoft. La Federación Venezolana de Airsoft emitió un comunicado rechazando categóricamente las acusaciones contra Alejandro Márquez.
Para febrero de 2015, entre las 43 muertes producidas durante las protestas solo cuatro estaban siendo investigadas: la de Bassil Da Costa, la de José Alejandro Márquez, la de Geraldine Moreno y la Adriana Urquiola, y ninguna había sido resuelta.